# Gonoglasa sinuilinea
Gonoglasa sinuilinea är en fjärilsart som beskrevs av George Francis Hampson 1926. Gonoglasa sinuilinea ingår i släktet Gonoglasa och familjen nattflyn. Inga underarter finns listade i Catalogue of Life.